# Al-Qadhafigetrouwen na de Libische Burgeroorlog
Al-Qadhafigetrouwen na de Libische burgeroorlog (ook bekend als Green Resistance (Groen Verzet) of Tahloob) zijn sympathisanten van de omvergeworpen regering van Moammar al-Qadhafi, die vermoord werd in oktober 2011. Zij zouden verantwoordelijk zijn voor naoorlogs geweld: overvallen, opstanden, bomaanslagen en liquidaties. De precieze omvang van de organisatie en activiteiten is onduidelijk.
De groep beweert dat ze de steun van de meerderheid van de Libiërs heeft. De groep zou bestaan uit 90.000 strijders. 7000 regeringsgetrouwe militairen, burgers en Afrikanen worden vastgehouden in de gevangenissen van de regering. Volgens Amnesty International vinden er op grote schaal martelingen en executies plaats van diegenen die als vijanden van de nieuwe regering worden gezien. De Libische Populaire Nationale Beweging claimt de beweging te vertegenwoordigen. De partij mag niet deelnemen aan verkiezingen omdat zij verbonden is met de voormalige regering. In mei 2012 nam de regering een wet aan die zware straffen zet op het geven van positieve publiciteit over Gadaffi, zijn familie, de voormalige regering, zijn ideeën of die schadelijk zijn voor de publieke moraal.